# Static (Huntress)
| Recensione | Giudizio |
| ---------- | -------- |
| AllMusic   |          |

Static è il terzo album in studio del gruppo heavy metal statunitense Huntress, pubblicato dalla Napalm Records il 25 settembre 2015. Il titolo dell'album, la scaletta e la copertina sono state annunciate il 15 giugno 2015, assieme a un'anteprima del brano Flesh.
Sono stati distribuiti video musicali per due brani presenti nell'album: il 31 luglio 2015 per Flesh, e il 25 settembre 2015 per Sorrow.

## Tracce
1. Sorrow – 3:48
2. Flesh – 4:13
3. Brian – 4:36
4. I Want to Wanna Wake Up – 3:27
5. Mania – 8:43
6. Four Blood Moons – 4:59
7. Static – 3:47
8. Harsh Times on Planet Stoked – 4:42
9. Noble Savage – 4:37
10. Fire in My Heart – 4:31

Tracce bonus
1. Black Tongue – 3:28
2. Vultures Can Wait (7” vinyl exclusive)

## Formazione
- Jill Janus – voce
- Blake Meahl – chitarra
- Eli Santana – chitarra
- Tyler Meahl – batteria